# Magnapinna pacifica
Magnapinna pacifica è una specie di Calamaro Magnapinna conosciuta solamente attraverso tre esemplari immaturi, due catturati a una profondità minore di 300 metri e la terza rinvenuta nello stomaco di un pesce. 

## Anatomia
La caratteristica distintiva sono i suoi tentacoli prossimali, più larghi delle braccia adiacenti e provvisti di numerose ventose.

## Storia
La specie M. Pacifica è stata descritta nel 1998 da Michael Vecchione e da Richard E. Young. L'olotipo è un esemplare di giovane età la cui lunghezza del mantello è di 51 mm, catturato al largo delle coste californiane  a un profondità non maggiore di 200 metri, in un retino di tipo "Bongo" utilizzato per la cattura di zooplancton.
Il paratipo è un esemplare di giovane età la cui lunghezza del mantello è di 49 mm, trovato nello stomaco di un Alepisaurus ferox. L'esemplare era stato ritrovato ormai seccato ed è stato in seguito ricostituito.
Il terzo individuo ritrovato, una paralarva il cui mantello misura 19 mm, è stato catturato al largo delle Hawaii a una profondità inferiore ai 300 metri in un retino di 4 m² per la cattura di plancton.